# Neuvy (Allier)
Neuvy – miejscowość i gmina we Francji, w regionie Owernia-Rodan-Alpy, w departamencie Allier.

## Demografia
Według danych na rok 1990 gminę zamieszkiwały 1563 osoby, a gęstość zaludnienia wynosiła 82 osoby/km². W styczniu 2015 r. Neuvy zamieszkiwały 1702 osoby, przy gęstości zaludnienia wynoszącej 89,3 osób/km².